# Сиваева, Анастасия Сергеевна
Анастаси́я Серге́евна Сива́ева (род. 10 ноября 1991, Москва) — российская актриса театра, кино и телевидения.

## Биография
Родилась 10 ноября 1991 года в Москве. С 5 лет занималась в студии народного танца «Зоренька». В 7 лет параллельно поступила и окончила детское модельное агентство Вячеслава Зайцева и была зачислена в одноимённый театр модельера. В составе коллектива неоднократно становилась лауреатом различных конкурсов. В 2000 году перешла в детское модельное агентство Алексея Буланова «Степ-Хаус», где продолжала обучаться актёрскому мастерству, современному танцу, жонглированию, танцу на пуантах, степу, элементам акробатики, дефиле.
На Настю обратили внимание, и вскоре она уже снималась в «Улице Сезам». В 2003 году режиссёр Иван Соловов утвердил её на роль дочери главной героини Марго в своём фильме «Слова и музыка» (2004). В следующем году состоялись съёмки в клипе шансонье Михаила Задорина на песню «Белорусский вокзал» (режиссёр — Екатерина Гроховская), а Борис Грачевский пригласил Настю в «Ералаш», где она сыграла главные роли в трёх сюжетах. В 2005 году участвовала в телевизионном спектакле «Сквозная линия» (режиссёр — Пётр Штейн) по одноимённому произведению Людмилы Улицкой.
В 2006 году была приглашена в первый неадаптированный российский ситком «Папины дочки» на роль Даши Васнецовой, который принёс актрисе широкую известность.
В 2010 году поступила на актёрский факультет Института современного управления, кино и телевидения (художественные руководители мастерской Евгений Жариков и Наталья Гвоздикова). В 2016 году данный вуз был лишён аккредитации, и сведений, окончила ли его Анастасия, нет.
С 2015 года нигде не снимается, не присутствует на светских мероприятиях и практически не ведёт соцсети.
В 2024 году вернулась к своей роли Даши Васильевой (Васнецовой) в сериале «Папины дочки. Новые».

### Семья
- Отец — Сергей Михайлович.
- Мать — Оксана Геннадьевна[2].
- Родной младший брат — Алексей.

## Творчество

### Телеспектакль
- 2005 — «Сквозная линия» — Ляля

### Роли в кино и сериалах
- 2004 — Наваждение — эпизод
- 2005 — Слова и музыка — Ира, дочь Марго
- 2007—2013 — Папины дочки — Дарья Сергеевна Васнецова (в замужестве Васильева), вторая дочь
- 2010 — Последняя минута — Кристина
- 2013 — Топор[3] (не был окончен)
- 2015 — Медведицы — Катя Глебова
- 2024 — н. в. — Папины дочки. Новые — Дарья Сергеевна Васильева (в девичестве Васнецова), жена Вениамина (камео: 40, 60 серии)

### Актрисадубляжа
- 2010 — «Врата в 3D» — Джули Кемпбелл
- 2019 — Lost Ark — Дарнетт (Шкатулка памяти)[4]

### Киножурнал «Ералаш»
- 2004 — Выпуск № 175: «Соперницы»
- 2004 — Выпуск № 176: «Верну любимого» (Настя)
- 2005 — Выпуск № 181: «Проверка на прочность» (Юлька)

### Театральные роли
- 2011 — «Иллюзион» (по одноимённой пьесе Андрея Курейчика, режиссёр — Карина Амирханова)[5]
- 2011 — «Война — дело молодых…» (по пьесе Нила Саймона «Билокси блюз», режиссёр — Владимир Устюгов)[6]

### Участие в клипах
- 2014 — Клип Юлии Беретты «Без падения»  — роль разлучницы

## ТВ
- 2008 — «Хорошие шутки» — участница
- 2008 — «Самая умная „папина дочка“» — участница
- 2008 — «Истории в деталях» — объект истории
- 2008 — «Скажи!» («СТС») — гость
- 2008 — «Жизнь прекрасна» — участница
- 2008 — «Ранетки-mania» — гость
- 2009—2010 — «Большая разница» — гость-объект пародии
- 2009 — «Самый умный из „Папиных дочек“» — участница
- 2009 — «Слава богу, ты пришёл!» — актриса
- 2009 — «Модное кино» («СТС») — гость
- 2010 — «Новый Год по-нашему!» («СТС») — участница
- 2010 — «6 кадров. Юбилейный концерт» — гость
- 2010 — «Украина слезам не верит» — актриса-партнёр участников на кастинге
- 2010, 2012 — «Пусть говорят» — гость
- 2010 — «Модный приговор» — «независимый эксперт»
- 2010 — «Неделя еды» («Домашний») — гость
- 2010 — «Mafia» («МУЗ») — игрок
- 2010 — «Крокодил» («МУЗ») — участница
- 2011 — «Жестокие игры» — участница-победительница[7]
- 2011 — «Кто хочет стать миллионером?» — игрок
- 2011 — «Звёздные истории» (телепрограмма на «REN-TV», выпуск «Проснуться знаменитым») — один из героев выпуска
- 2011 — «Большие олимпийские гонки» — участница
- 2011, 2012 — «Comedy Club» — гость
- 2011 — «Копилка фокусов» («Карусель») — гость
- 2012 — «Звёздная жизнь» (телепрограмма на украинском канале СТБ, выпуск «Папины дочки. Жизнь без детства») — один из героев выпуска
- 2012 — «COSMOPOLITAN. Видеоверсия» («МУЗ») — гость
- 2012 — «Посольство красоты» («МУЗ») — гость
- 2012 — «Невероятная правда о звёздах» (телепрограмма на украинском канале СТБ) — героиня одного из сюжетов
- 2012 — «Навигатор. Апгрейд» («Карусель») — гость
- 2012 — «Наши в Раше» («Новый канал») — присутствует в выпуске о Мирославе Карпович
- 2013 — «Кто сверху?» («Ю») — участница
- 2013 — «Папенькины дочки» (документальный фильм «Первого канала») — героиня одного из сюжетов
- 2013 — «Время обедать!» («Первый канал»)
- 2014 — «Сегодня вечером» с Андреем Малаховым — гость.

## Признание и награды
- 2008 — Премия «Женщина года 2008» по версии журнала Glamour в номинации «Команда года» (за роль Даши, одной из сестёр Васнецовых в ситкоме «Папины дочки»). Премию получила вместе с Мирославой Карпович, Дарьей Мельниковой, Елизаветой Арзамасовой и Екатериной Старшовой.